# Greg Biffle

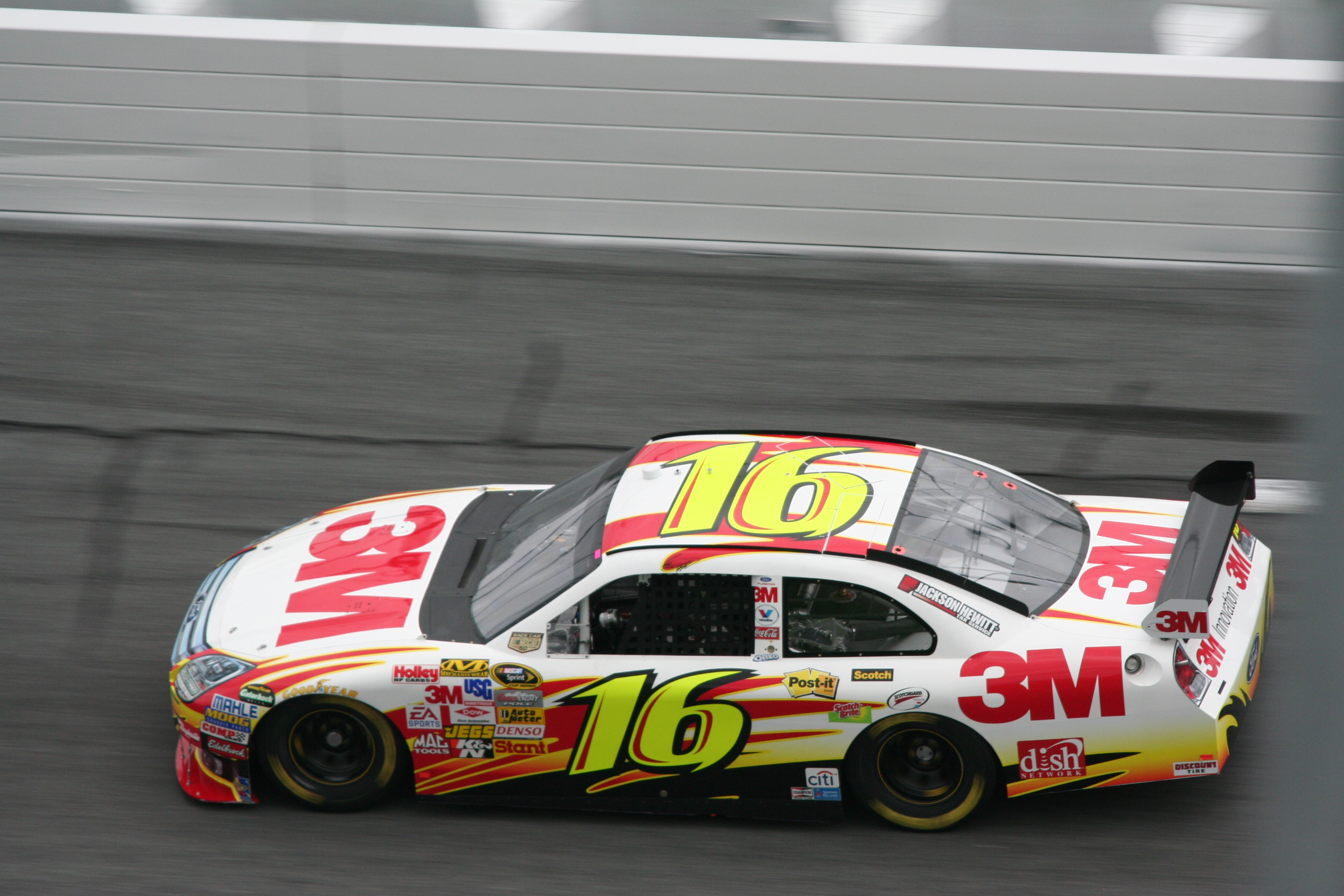
1. 16 Greg Biffle år 2008 på Daytona International Speedway i Florida, USA.

Greg Jack Biffle, född den 23 december 1969 i Vancouver i Washington, är en amerikansk racerförare.

## Racingkarriär
Biffle började tävla i NASCAR Craftsman Series för Roush Fenway Racing 1998, och han vann mästerskapet 2000, vilket gav honom en fulltidsplats i Busch Series. Han vann mästerskapet där 2002, vilket gjorde i sin tur att han fick chansen i NASCAR på riktigt. Han vann Pepsi 400 (sommarracet på Daytona) under 2003 och blev tjugonde man totalt. Han blev sjuttonde 2004, med två nya segrar. 2005 blev ett ordentligt genombrottsår för Biffle, som blev tvåa totalt efter att ha vunnit sex race under säsongen. Han vann två race under 2006, men var inte med i toppen, men efter ett par år av anonymitet tog han sig till The Chase for the Sprint Cup 2008, och chockade alla genom att komma från ingenstans och vinna de två första racen, men föll tillbaka till en tredjeplats till slut, då Jimmie Johnson och Carl Edwards bägge hittade formen.

## Karriärs statistik i NASCAR
| År     | Race | Segrar | Pole position | Topp 5 | Topp 10 | Brutna race | Målgångar | Starter | Vinster ($) | Rankad | Team                |
| ------ | ---- | ------ | ------------- | ------ | ------- | ----------- | --------- | ------- | ----------- | ------ | ------------------- |
| 2002   | 7    | 0      | 0             | 0      | 0       | 1           | 27.4      | 17.4    | $394,773    | 48     | Roush Racing        |
| 2003   | 35   | 1      | 0             | 3      | 6       | 6           | 19.8      | 20.1    | $2,410,050  | 20     | Roush Racing        |
| 2004   | 36   | 2      | 1             | 4      | 8       | 5           | 19.2      | 14.2    | $3,583,340  | 17     | Roush Racing        |
| 2005   | 36   | 6      | 0             | 15     | 21      | 1           | 11.9      | 13.2    | $5,729,930  | 2      | Roush Racing        |
| 2006   | 36   | 2      | 2             | 8      | 15      | 6           | 18.8      | 14.4    | $4,602,720  | 13     | Roush Racing        |
| 2007   | 36   | 1      | 1             | 5      | 11      | 5           | 18.5      | 19.3    | $4,397,950  | 14     | Roush Racing        |
| 2008   | 36   | 2      | 2             | 12     | 17      | 1           | 14.4      | 14.2    | $4,801,889  | 3      | Roush Fenway Racing |
|        |      |        |               |        |         |             |           |         |             |        |                     |
| Totalt | 202  | 14     | 6             | 40     | 68      | 25          | 17.7      | 16.1    | $28,256,989 | 11.5   |                     |

 Information från den 22 juni 2008.